# Mont Lachat (massif des Bornes)
Pour les articles homonymes, voir Lachat.
Ne doit pas être confondu avec Mont Lachat de Châtillon ou Montagne de Lachat (massif des Bornes).
Le mont Lachat est une montagne du massif des Bornes, dans les Préalpes.

## Géographie

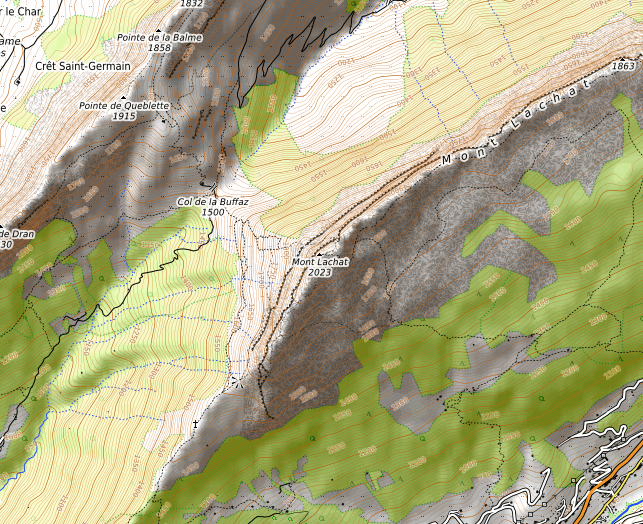
Carte topographique.

Le mont Lachat culmine à 2 019 mètres au-dessus des Villards-sur-Thônes ; son sommet est marqué par une croix en fer fabriquée par les Villardins.
Ce crêt orienté nord-est-sud-sud-ouest est délimité à ses deux extrémités par deux cluses : au sud celle de Thônes dont la montagne de Cotagne constitue le prolongement et au nord celle des Étroits dont la Roche Blanche constitue elle-aussi le prolongement. L'arête de la montagne est essentiellement rocheuse avec notamment des falaises au niveau des deux cluses et les rochers des Traversiers entre le sommet et l'antécime du Suet. Au sud-est, la vallée du Nom est occupée par les villages des Villards-sur-Thônes et Saint-Jean-de-Sixt tandis qu'au nord-ouest, le col de la Buffaz situé sous le sommet et qui le sépare de la pointe de la Québlette délimite au sud-ouest la petite vallée du Nant de Thuy et au nord-est celle de l'Overan.

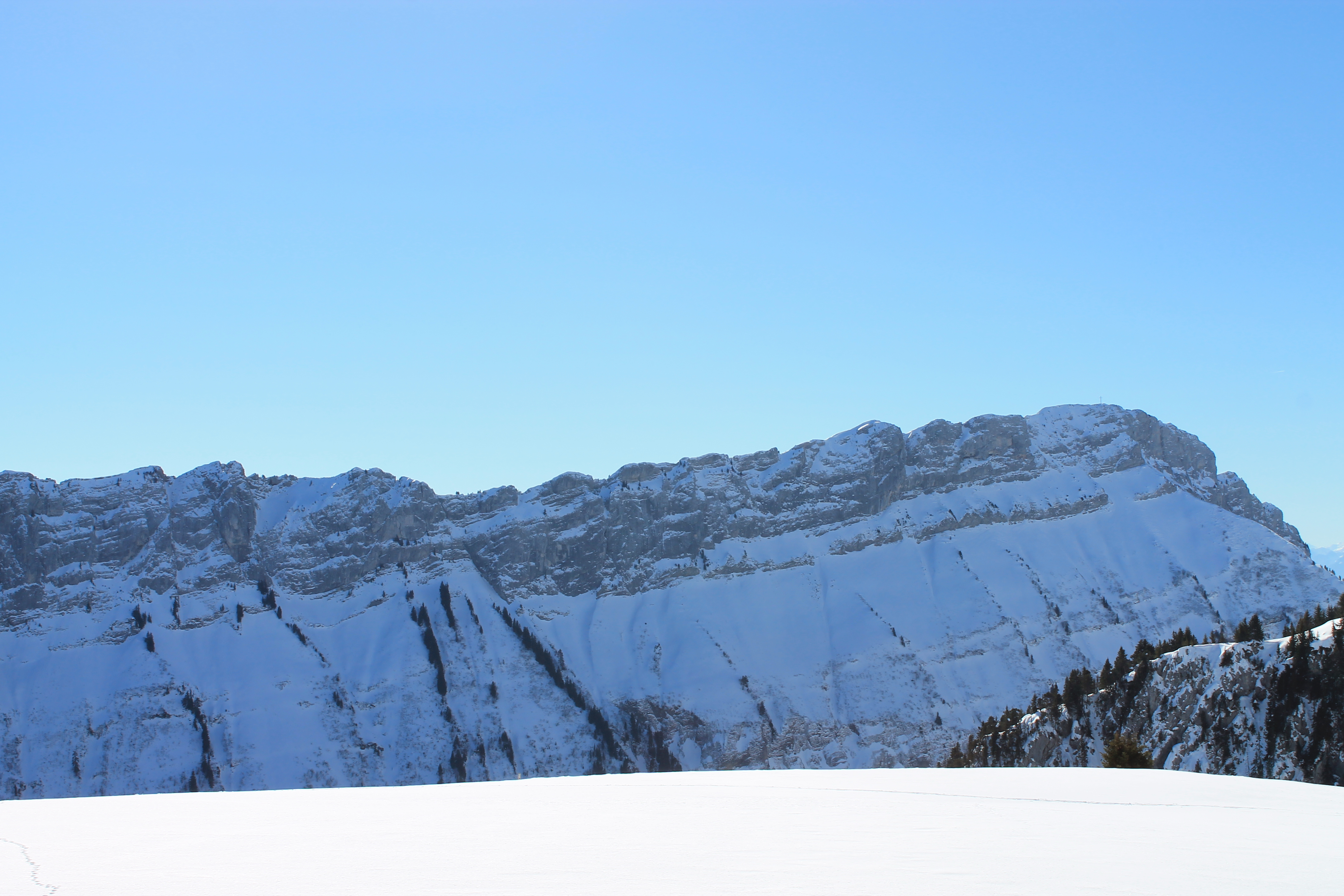
Vue du versant nord du mont Lachat depuis la montagne des Auges.

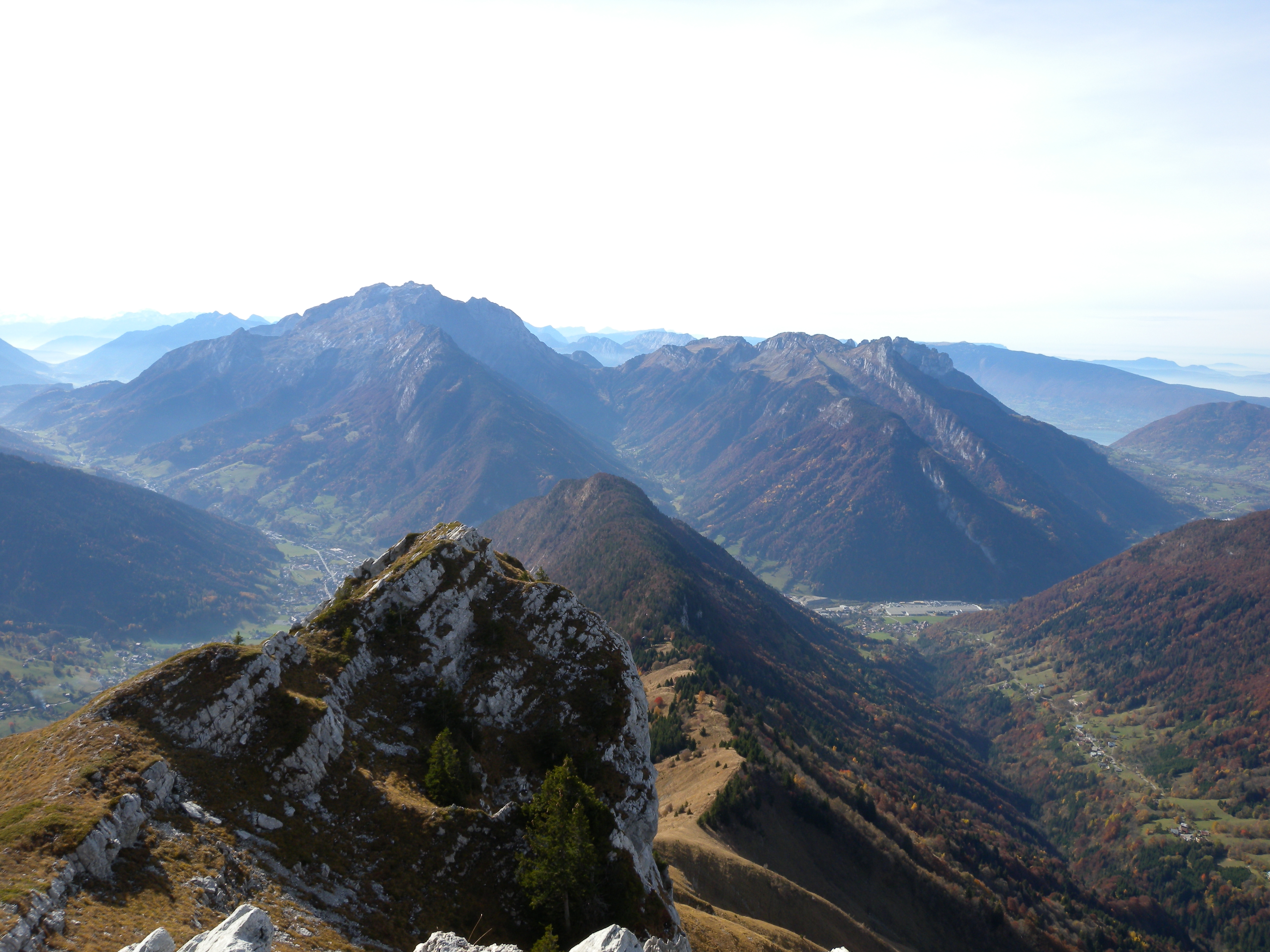
Vue depuis le sommet du mont Lachat vers le sud-ouest en direction de la Tournette (centre gauche).